# F. Scott Fitzgerald
Pour les articles homonymes, voir Fitzgerald.
Œuvres principales
- L'Envers du paradis (roman, 1920)
- Beaux et damnés (roman, 1922)
- L'Étrange Histoire de Benjamin Button (nouvelle, 1922)
- Gatsby le Magnifique (roman, 1925)
- Tendre est la nuit (roman, 1934)
- Le Dernier Nabab (roman inachevé, 1941)

Francis Scott Key Fitzgerald, né le 24 septembre 1896 à Saint Paul dans l'État du Minnesota et mort le 21 décembre 1940 à Hollywood, est un écrivain américain.
Chef de file de la génération perdue et représentant de l'ère du jazz, il est aussi celui qui lance la carrière d'Ernest Hemingway,, rencontré au Dingo Bar pour la première fois, fin d'avril 1925. Son roman le plus célèbre reste Gatsby le Magnifique, succès planétaire qui fut adapté de nombreuses fois au cinéma, à la télévision ou sur scène.
Il se marie en 1920 avec Zelda Sayre, une jeune fille du Sud qui sera son égérie (et l'autrice d'un roman autobiographique : Accordez-moi cette valse, publié en 1932). Ils ont une fille, Frances Scott Fitzgerald, qu'ils surnomment « Scottie ».

## Biographie

### Origine et enfance
Francis Scott Key Fitzgerald naît le 24 septembre 1896 dans une famille de la petite bourgeoisie de Saint Paul, capitale du Minnesota. Ses trois prénoms lui sont donnés en hommage à son lointain parent Francis Scott Key qui est le parolier de l'hymne national américain, The Star-Spangled Banner.
Son père, Edward Fitzgerald, est d'origine relativement modeste ; né dans une ferme du Maryland, il s'est installé à Saint Paul après son mariage. À la naissance de son fils, il y exerce comme directeur d'une manufacture de meubles qui fait faillite deux ans plus tard. Engagé ensuite par Procter & Gamble, il est un commis-voyageur sans ambition, vu comme un « raté » par Scott. Sa mère, Mary (Mollie) McQuillan, est l'une des trois filles d'un homme d'affaires d'origine irlandaise ayant fait fortune grâce à l'expansion économique qu'entraîne la Guerre de Sécession ; élevée au couvent de la Visitation de Saint-Paul puis à New York, elle parcourt également l'Europe pour parfaire une éducation soignée.
Dans les mois qui précédent la naissance de Scott, Edward et Mollie voient leurs deux filles, de un et trois ans, mourir prématurément. L'écrivain y fait allusion dans son registre, quarante ans plus tard :

« Eh bien, trois mois avant ma naissance, ma mère perdit ses deux autres enfants et je pense que ce double décès est la première chose qui m'advint, bien que je ne sache pas exactement comment. Je pense que c'est à partir de ce moment-là que je commençai à être un écrivain. »

Une troisième fille meurt à la naissance en 1900, mais l'année suivante, Annabelle voit le jour à New York. En 1908 la famille revient s'installer à Saint-Paul, sans parvenir à trouver une stabilité financière et sociale. Cependant, les déconvenues professionnelles d'Edward sont compensées par l'argent hérité par Mollie. Ainsi, le jeune Scott devient l'élève de l'école privée Saint-Paul Academy (en). Rapidement impopulaire, il rêve de gloire tout en se considérant comme différent des autres garçons. Lecteur éclectique et assidu, il commence à écrire des poèmes et des nouvelles qu'il publie dans le journal de l'établissement huppé où il est inscrit en 1911 : l'école Newman dans le New Jersey. C'est là qu'il rêve d'entrer dans une des toutes meilleures universités du pays : Princeton, où le jeune Scott connaîtra ses premières grandes désillusions.

### Formation à Princeton
Sa prétention et son immaturité l'excluent rapidement de l'impitoyable société estudiantine, alors que ses efforts pour intégrer l'équipe de football de l'université se révèlent vains : cet échec le marque toute sa vie. Ce n'est que lors de sa deuxième année dans le New Jersey que le futur écrivain parvient à se faire des amis, ainsi qu'une place dans les journaux de l'université. Accompagné d'Edmund Wilson et John Peale Bishop, Scott participe ainsi à l'écriture d'une comédie musicale du Princeton Triangle Club et offre sa plume au magazine humoristique Princeton Tiger et au Nassau Literary Magazine... Reste que Butler, Byron, Coleridge et Keats deviennent vite trop envahissants. Scott néglige ses études au profit de la poésie, et quitte Princeton sans en être diplômé.

### Vie et œuvre

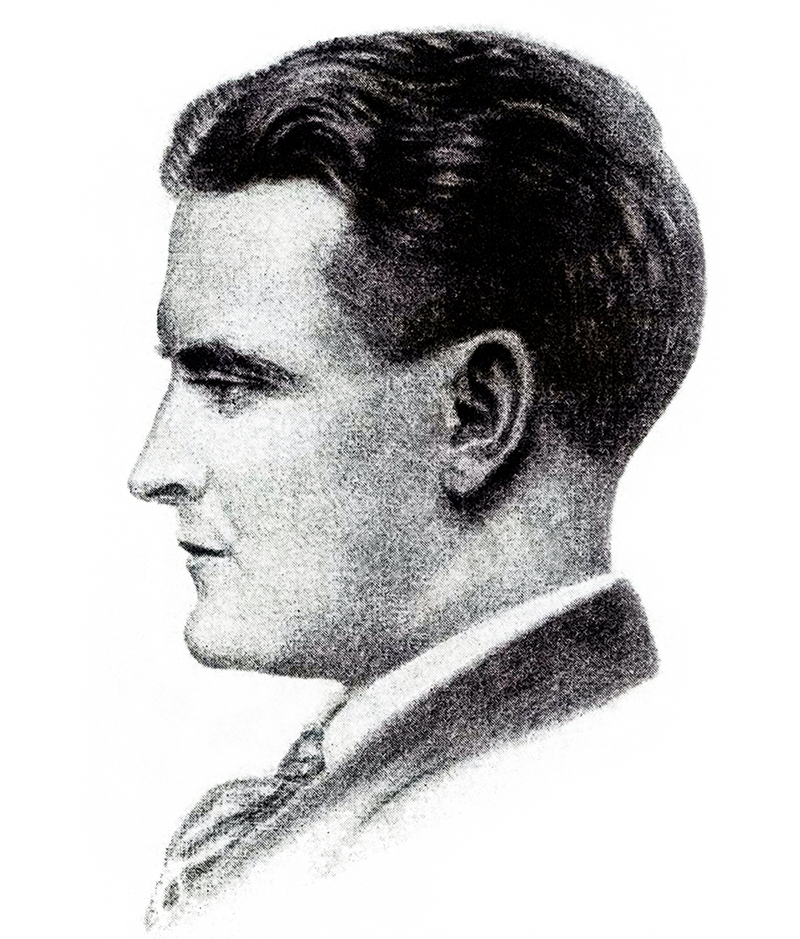
F. Scott Fitzgerald en 1921, par Gordon Bryant pour Shadowland magazine.

L'armée est le plus à même de réaliser ses rêves de gloire. Il s'y engage en 1917, à l'entrée en guerre des États-Unis lors de la Première Guerre mondiale et, en juin 1918, est envoyé à Camp Sheridan, près de Montgomery, en tant que sous-lieutenant. C'est là qu'il tombe amoureux de l'excentrique Zelda Sayre, dix-huit ans et pleine d'esprit. C'est pour la conquérir qu'il écrit l'ébauche de ce qui sera son premier roman : Le Romantique Égotiste. Rejeté deux fois par Maxwell Perkins, il est finalement accepté en juillet 1919 sous le titre de L'Envers du paradis, et paraît en librairie le 26 mars 1920. Le roman connaît un énorme succès et fait de son auteur le représentant de toute une génération, celle de l'ère du jazz. Les retombées financières permettent à l'écrivain d'épouser Zelda.
Comme nombre de leurs compatriotes, Francis Scott Fitzgerald et son épouse décident de tirer profit du dollar fort et émigrent en France, à Paris et sur la Côte d'Azur, où ils fréquentent l'hôtel du Cap Eden Roc à l'été 1922, puis les villas America, Paquita et Eilenroc avant la villa Saint-Louis, qui depuis est devenue l'Hôtel Belles Rives.

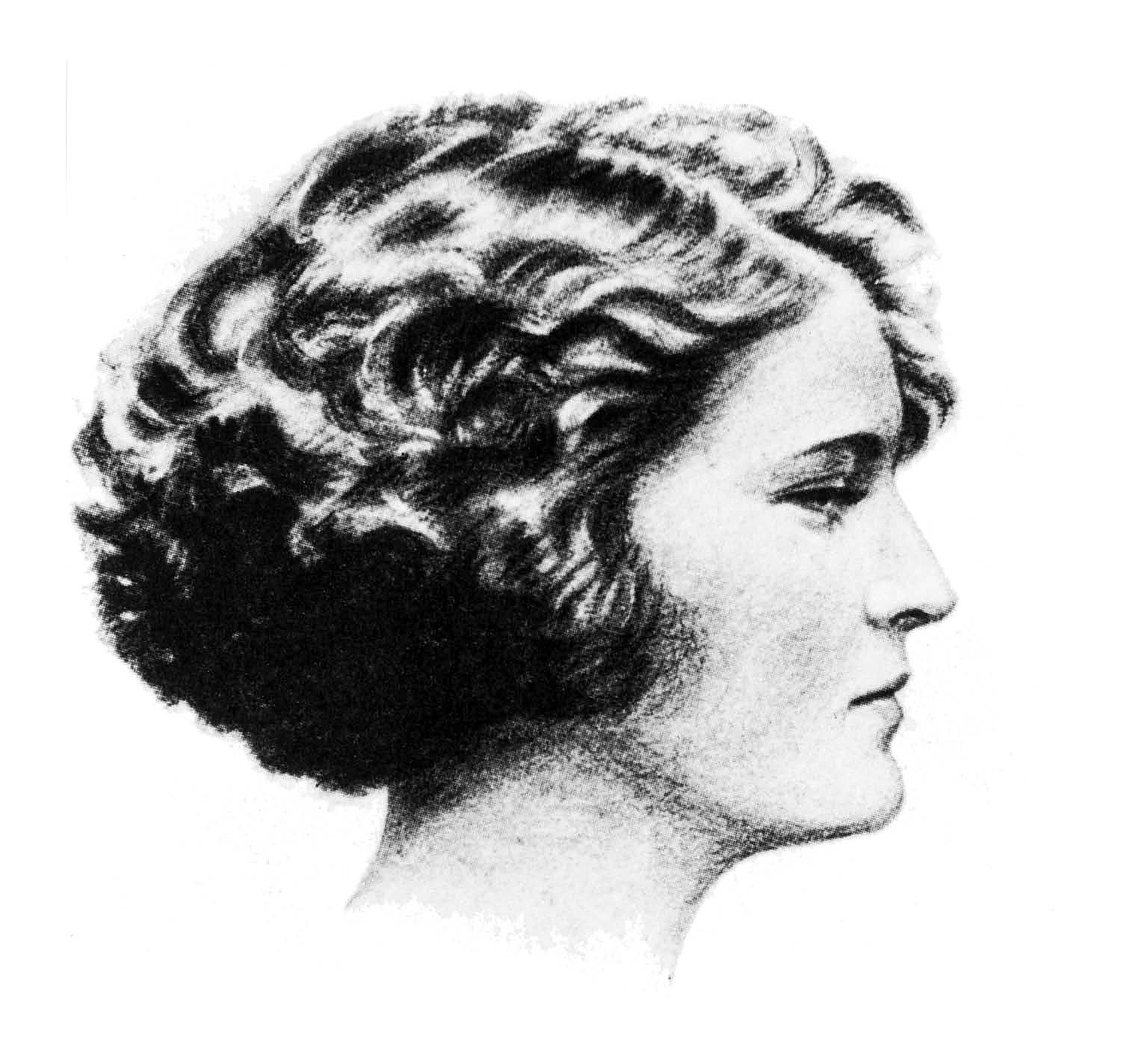
Zelda Fitzgerald en 1922, par Gordon Bryant pour Shadowland magazine.

Après Beaux et damnés qui est un roman déjà très représentatif de son auteur, Fitzgerald écrit à la Villa Marie de Valescure, quartier de Saint-Raphaël, ce qui est considéré comme son chef-d'œuvre, Gatsby le Magnifique. Le 27 octobre 1924, depuis la Villa Marie, il envoie le manuscrit à son éditeur Maxwell Perkins, des éditions Scribner (qui publient Fitzgerald depuis ses débuts): enchanté par le style de l'écrivain, il se met à rêver d'une grande destinée pour le roman. À la parution de Gatsby le Magnifique, en avril 1925, malgré les bonnes critiques, les ventes ne décollent pas, même si elles lui rapportent la jolie somme de 28 000 dollars. Cela ne satisfait guère l'écrivain, qui est forcé de continuer à écrire des nouvelles, que le Saturday Evening Post et d'autres journaux lui achètent encore un bon prix. Gatsby, ruiné, n'en devenait pour autant ni riche ni pauvre comme Nick (narrateur de Gatsby le Magnifique) : Fitzgerald le montre comme un riche par essence se trouvant pauvre plutôt par accident et de façon provisoire : la fortune lui revient vite tandis que Nick, lui, ne quitte jamais vraiment sa condition initiale malgré quelques gains momentanés. Une grande partie des nouvelles ultérieures porte en filigrane ce même message, à un point que mentionnent tous les commentateurs de Fitzgerald : Les riches sont différents. Même dans une nouvelle sentimentale comme Trois heures entre deux avions, le souci d'afficher comme d'évaluer un statut social est décrit sans complaisance.

### Les dernières années

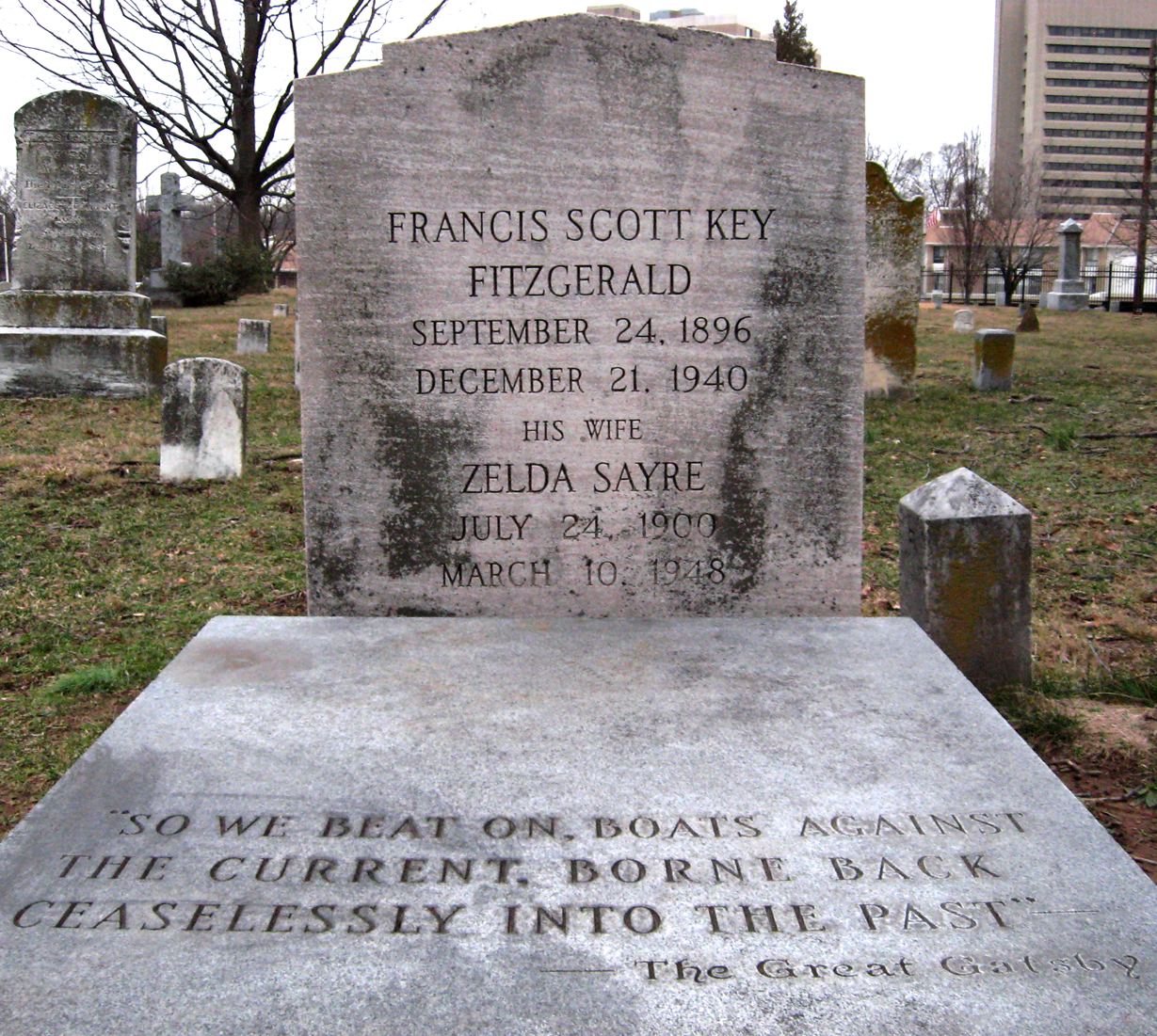
La tombe de Zelda et Scott à Rockville, Maryland, avec la dernière phrase de Gatsby le Magnifique gravée dans la pierre : Car c'est ainsi que nous allons, barques luttant contre un courant qui nous ramène sans cesse vers le passé.

Après l'aventure de Zelda avec Édouard Jozan, aviateur français rencontré sur la Riviera, Francis Scott perd sa bonne humeur et devient invivable. Et son succès, quoique très relatif commercialement, relègue Zelda à un rôle secondaire en totale contradiction avec sa nature. Les efforts soutenus de Zelda pour atteindre la célébrité - peinture, danse, littérature - se révèlent vains, et sa schizophrénie apparaît.
Dès la fin de 1926 Scott est appelé à Hollywood et Zelda commence à perdre la tête : elle entend désormais parler les fleurs, ce qui oblige son mari à entamer une tournée des cliniques psychiatriques, une situation qui rend les dernières années de l'écrivain aussi coûteuses que déprimantes. Entre les visites à son épouse (Fitzgerald fait interner Zelda en Suisse, puis à Asheville ; toujours dans les meilleures cliniques), son propre alcoolisme, les dépressions et les soucis financiers (évoqués dans le recueil de nouvelles La Fêlure, dont la nouvelle du même nom), Scott Fitzgerald parvient toutefois - au bout de neuf ans - à écrire Tendre est la nuit. Cet ouvrage est fortement inspiré de sa femme, Zelda, et de leur relation.
À Paris, le couple vit au no 58 rue de Vaugirard entre avril et octobre 1928. Entre 1928 et 1929, ils sont entre Nice et Paris. Ils s'installent ensuite au 10 rue Pergolèse entre 1929 et 1931. En 1935, à l'auberge de Grove Park à Asheville, pendant qu'il se fait soigner pour une tuberculose, il commande environ trente bières par jour. Il tente de se suicider dans le même hôtel l'année suivante en avalant un flacon de morphine. C'est à Hollywood le 21 décembre 1940 que Scott Fitzgerald meurt d'une crise cardiaque alors qu'il exerce la profession de scénariste, qu'il déteste. Il laisse le prometteur roman Le Dernier Nabab inachevé.
Sa femme meurt quelques années plus tard, en 1948, dans l'incendie qui ravage le sanatorium d'Asheville, où elle est internée,.

## Œuvres
- (fr + en) F. Scott Fitzgerald (trad. Suzanne Mayoux), Nouvelles américaines [« How to Live on $36,000 a Year »], Éditions Gallimard, coll. « folio », 1999 (1re éd. 1924), 92 p. (ISBN 978-2-07-042316-3).

### Romans
- 1920 : L'Envers du paradis (This Side of Paradise)
- 1922 : Les Heureux et les Damnés (The Beautiful and Damned)
- 1925 : Gatsby le Magnifique (The Great Gatsby)
- 1934 : Tendre est la nuit (Tender is the Night)
- 1941 : Le Dernier Nabab (The Last Tycoon) - inachevé, publié en 1941

### Recueils de nouvelles - Éditions en anglais
- Flappers and Philosophers (1920)
- Tales of the Jazz Age (1922)
- All the Sad Young Men (1926)
- Taps at Reveille (1935)
- Babylon Revisited and Other Stories (1960)
- The Pat Hobby Stories (1962)
- The Basil and Josephine Stories (1973)
- The Short Stories of F. Scott Fitzgerald (1989)
- Flappers and Philosophers - The Collected Short Stories of F. Scott Fitzgerald (Penguin Classics, 2010)
- I'd Die For You. And Other Lost Stories, (Simon & Schuster, 2017)

### Recueils de nouvelles - Éditions en français
- Je me tuerais pour vous. Et autres nouvelles inédites, Grasset-Fayard, (2017)[13]
- La fêlure et autres nouvelles, Folio, 2016.
- Magnétisme et autres nouvelles, traduction Thierry Gillybœuf, Éditions de la Nerthe, 2014.  (ISBN 978-2916862590)
- Un livre à soi et autres écrits personnels, traduction Pierre Guglielmina, Paris, Les Belles lettres, 2011, 320 p.  (ISBN 978-2-251-20010-1)
- Un diamant gros comme le Ritz, 27 nouvelles, Collection Pavillons Poche, Robert Laffont (2005)
- Histoires de Pat Hobby, 10/18 (1981), La Découverte (2003)
- Carnets (The Notebooks) traduction Pierre Guglielmina, Paris, Fayard, 2002, 442 p.  (ISBN 2-2136-1418-0)
- Éclats du Paradis (1977) ou Fragments de Paradis, Le Livre de poche no 13968 (1996)
- La Ballade du rossignol roulant, Le Livre de poche no 13825 (1995)
- Love Boat I (1979), Le Livre de poche no 9531 (1991)
- Love Boat II : Entre trois et quatre (1979), Le Livre de poche no 9735 (1993)
- Love Boat III : Fleurs interdites (1979), Le Livre de poche no 13552 (1994)
- La Fêlure, 16 nouvelles et textes autobiographiques, Gallimard/Folio no 1305 (1981)
- Les Enfants du jazz, Gallimard/Folio no 1052 (1978)

### Nouvelles
Liste partielle
- 1920 : Head and Shoulders
- 1920 : The Camel’s Back

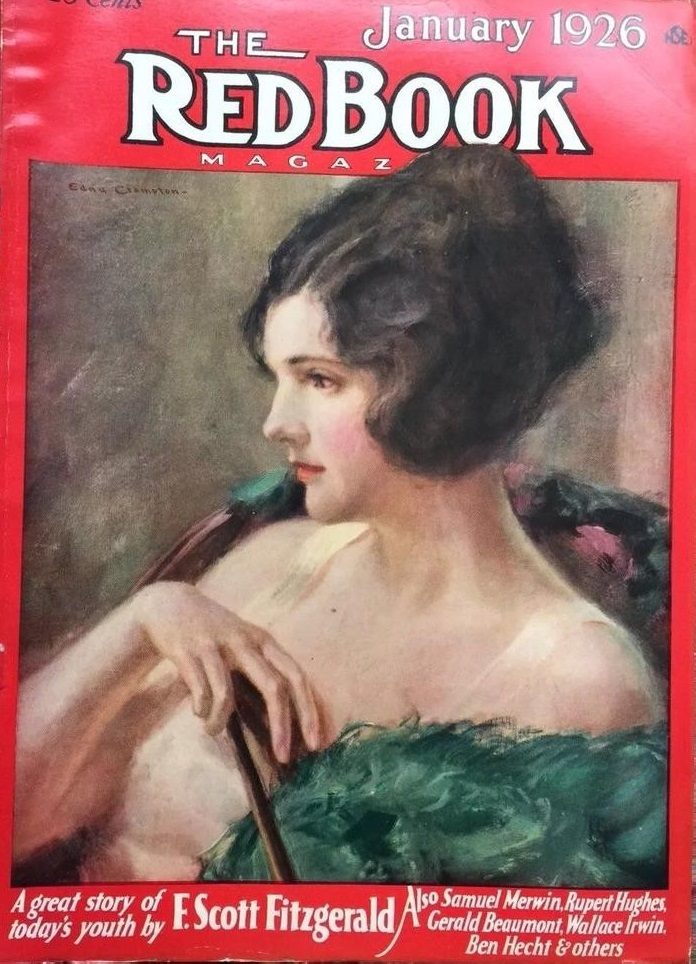
Couverture du magazine Red Book, contenant la première parution de la nouvelle The Rich Boy (1926).

- 1920 : Bérénice se fait couper les cheveux (Bernice Bobs Her Hair)
- 1920 : Le Palais de glace (The Ice Palace)
- 1920 : Ceux qui sourient (The Smilers)
- 1920 : Le Premier Mai (May Day)
- 1920 : Le Pirate de haute mer (The Offshore Pirate)
- 1921 : L'Étrange Histoire de Benjamin Button (The Curious Case of Benjamin Button)
- 1922 : Un diamant gros comme le Ritz (The Diamond as Big as the Ritz)
- 1922 : La Lie du bonheur (The Lees of Happiness)
- 1922 : Rêves d'hiver (Winter Dreams)
- 1923 : Dice, Brassknuckles & Guitar
- 1924 : Absolution (Absolution)
- 1925 : Un goûter d'enfants (The Baby Party)
- 1925 : L'un de mes plus vieux amis (One of My Oldest Friend)
- 1925 : The high cost of macaroni
- 1926 : Le Garçon riche (The Rich Boy)
- 1928 : Magnétisme (Magnetism)
- 1928 : The Freshest Boy
- 1929 : La Dernière Jolie Fille (The Last of the Belles)
- 1930 : Le Mariage (The Bridal Party)
- 1930 : Deux erreurs (Two Wrongs)
- 1931 : A New Leaf
- 1931 : Retour à Babylone (Babylon Revisited)
- 1932 : Un dimanche de fous (Crazy Sunday)
- 1935 : The Fiend
- 1937 : La Longue Fuite (The Long Way Out)
- 1938 : Les Finances de Finnegan (Financing Finnegan)
- 1941 : Trois heures entre deux avions (Three Hours Between Planes)

### Essais
- 1945 : L'Effondrement (The Crack-up) publication 1934-1936 magazine Esquire
- 2005 : My Lost City: Personal Essays, 1920–1940

### Théâtre
- 1923 : Un légume (The Vegetable, or From President to Postman)

### Poésie
- Mille et un navires, traduction de Patrick Hersant, Belles Lettres, 1996
- 4 poèmes, traduction de Philippe Blanchon, in L'Étrangère 31/32, La lettre volée, 2013

### Correspondance
- Lettres à Zelda et autres correspondances
- Fitzgerald père et fille, Lots of love - lettres entre l'auteur et sa fille Scottie Fitzgerald Smith
- Lettres

## Filmographie
L'expérience à Hollywood se révéla amère pour Fitzgerald, tout comme pour William Faulkner. Au-delà des nombreux films décevants et de la situation, seul un long-métrage crédita Fitzgerald de seul scénariste, Femmes, même si le film fut largement réécrit,,,.

### Adaptations de ses œuvres
- 1920 : The Chorus Girl's Romance réalisé par William C. Dowlan, d'après la nouvelle Heads and Shoulders
- 1920 : The Husband Hunter réalisé par Howard M. Mitchell, d'après la nouvelle Myra Meets His Family
- 1921 : The Off-Shore Pirate réalisé par Dallas M. Fitzgerald
- 1922 : La Bourrasque (The Beautiful and Damned), film muet réalisé par William A. Seiter d'après le roman éponyme, avec Kenneth Harlan et Marie Prevost
- 1924 : Grit réalisé par Frank Tuttle
- 1929 : Pusher-in-the-Face réalisé par Robert Florey
- 1954 : La Dernière Fois que j'ai vu Paris (The Last Time I saw Paris) de Richard Brooks d'après la nouvelle Retour à Babylone
- 1962 : Tendre est la nuit réalisé par Henry King, avec Jason Robards et Jennifer Jones.
- 1976 : Bernice Bobs Her Hair, téléfilm réalisé par Joan Micklin Silver d'après la nouvelle Bérénice se fait couper les cheveux, avec Shelley Duvall, Veronica Cartwright et Bud Cort.
- 2008 : L'Étrange Histoire de Benjamin Button réalisé par David Fincher d'après la nouvelle éponyme, sorti en février 2009 en France.

#### Gatsby, le Magnifique

##### Cinéma
Le chef-d'œuvre de Fitzgerald a été adapté à quatre reprises au cinéma
- 1926 : Gatsby le Magnifique (The Great Gatsby), réalisé par Herbert Brenon
- 1949 : Le Prix du silence (The Great Gatsby), réalisé par Elliott Nugent
- 1974 : Gatsby le Magnifique, réalisé par Jack Clayton. Robert Redford joue le rôle de Jay Gatz et Mia Farrow celui de Daisy. Francis Ford Coppola participe au scénario.
- 2013 : Gatsby le Magnifique, film de Baz Luhrmann avec Leonardo DiCaprio

En 2020, il est annoncé qu'une nouvelle adaptation en film d'animation.

##### Télévision
- 2000 : Gatsby le Magnifique, téléfilm de Robert Markowitz.

En 2021, Netflix confirme qu'il prépare une nouvelle adaptation en mini-série du chef-d'œuvre de F. Scott Fitzgerald qui se veut plus inclusive, par le créateur de la série Vikings prévue pour 2022.

#### Le Dernier Nabab
- Le Dernier Nabab a été adapté 4 fois dont deux reprises à la télévision
- 1956 : The Last Tycoon (première série) avec Lee Remick
- 1976 : Le Dernier Nabab réalisé par Elia Kazan. Les dialogues ont été adaptés par Harold Pinter.
- 2013 : The Last Tycoon feuilleton radio pour la BBC .
- 2016-2017 : Le Dernier Seigneur (deuxième série) avec Lily Collins, Matt Boomer et Kesley Grammer

### Participations en tant que scénariste
- 1923 : The Glimpses of the Moon réalisé par Allan Dwan
- 1938 : Trois Camarades (Three Comrades) réalisé par Frank Borzage
- 1939 : Autant en emporte le vent, réalisé par Victor Fleming.
- 1939 : Femmes (The Women) réalisé par George Cukor
- 1942 : Life Begins at Eight-Thirty réalisé par Irving Pichel (à titre posthume)

Film où il est un personnage
- 1983 : Zelig (Zelig) réalisé par Woody Allen
- 2011 : Minuit à Paris réalisé par Woody Allen
- 2016 : Genius réalisé par Michael Grandage

Le vrai Scott Fitzgerald fait une apparition sous forme de film d'archive dans le faux documentaire autour de Leonard Zelig.

## Héritage

### Littératures

#### Inspirée par sa vie
- 2004 : Le Désenchanté de Budd Schulberg, Payot, 2006.
- 2006 : Zelda de Agnès Michaux, Flammarion 2006.
- 2007 : Alabama Song de Gilles Leroy, Prix Goncourt 2007.
- 2011 : L'Été de Zelda de Jean-Luc Guillet, Editions Baie des Anges 2011.
- 2016 : Derniers feux sur Sunset de Stewart O'Nan , L´Olivier 2016.
- 2023 : Les Heureux du monde de Stéphanie des Horts, Albin Michel, 2021.

#### Inspiré par son travail
- 2021 : Nick, roman de Michael Farris-Smith, Little Brown and Co, 2021.

### Cinéma et télévision

#### Interprétations
- 1959 : Un matin comme les autres (Beloved Infidel) d'Henry King. Son rôle est interprété par Gregory Peck
- 2011 : Minuit à Paris (Midnight in Paris) de Woody Allen. Son rôle est interprété par Tom Hiddleston.
- 2016 : Genius de Michael Grandage. Son rôle est interprété par Guy Pearce.
- 2018 : Z : Là où tout commence (Z : The Begenning of Everything). Son rôle est interprété par David Hoflin.

#### Inspirée par son couple avec Zelda
- Monsieur et Madame Adelman, film dramatique de Nicolas Bedos (2017).
- Cold War, film dramatique de Paweł Pawlikowski (2018).

#### Inspiré par son travail
- Un jour de pluie à New York de Woody Allen en 2018 ou le personnage de Timothée Chalamet est une référence à son personnage de Gatsby.

### Théâtre
- 2004 : Z - Beautiful and Damned, comédie musicale de Broadway avec Helen Anker.
- 2022 : The Great Gatsby opéra en 2 actes de John Harbison (livret), musique et chansons de Murray Horwitz[21]
- 2019 : Gatsby, a New Musical de Danielle E. Moore (livret) , musique et chansons de Moore and Jacob Ryan Smith[22]
- 2021 : The Great Gatsby, A New Musical de Florence and the Machine et Thomas Bartlett (livret, musique et chansons)[23].
- 2024 : Cannes Confidentiel, pièce de théâtre de Timothée Vaganay, en Med'Arts, 2024 (mention dans le spectacle)

### Travaux universitaires
- Élisabeth Bouzonviller sous la direction de Roland Tissot, Francis Scott Fitzgerald ou la plénitude du silence, thèse de doctorat en Études anglophones, université Louis Lumière Lyon 2, 1998, 467 p. Texte intégral

### Biographie et ouvrages liés
- Si de nombreuses biographies de Francis Scott Fitzgerald existent, celle de Matthew Bruccoli fait référence. Elle est disponible en poche : Francis Scott Fitzgerald - Une certaine grandeur épique, Éditions de la Table ronde.
- Fitzgerald : Le désenchanté, Paris, Éditions Albin Michel, 2013, 320 p. (ISBN 978-2-226-24849-7) par Liliane Kerjan
- L'émission de radio Si l'Amérique m'était contée consacre un épisode au couple Scott et Zelda Fitzgerald[24].